# Rolls-Royce Exe
Роллс-Ройс Экс (англ. Rolls-Royce Exe) или Борей (англ. Boreas) — 24-цилиндровый X-образный двигатель воздушного охлаждения, разрабатывавшийся, в первую очередь, для нового палубного ударного самолёта Fairey Barracuda. Exe развивал достаточно большую для своего времени мощность (около 1100 л.с.), имел высокие удельные показатели (рабочий объём всего 22 литра, в то время как у Merlin сопоставимой мощности он равнялся 27 литрам) и был довольно компактен благодаря Х-образной компоновке.
Разработка Exe началась в конце 30-х гг. одновременно с Peregrine и Vulture, но была приостановлена в 1939, и окончательно прекращена в 1940. Эрнест Хайвс, руководитель отдела авиационных двигателей фирмы «Роллс-Ройс» принял решение остановить работы по этим трём моторам, чтобы сконцентрировать усилия на Merlin и Griffon. Позднее, уже во время войны, была построена увеличенная версия Exe под названием Pennine, но от неё также отказались, поскольку приоритетом фирмы стала разработка турбореактивных двигателей.
Название Exe было дано в честь реки Экс, в дальнейшем названия рек использовались фирмой «Роллс-Ройс» для газотурбинных двигателей.

## Применение
Разработанный изначально для Supermarine Type 322 и Fairey Barracuda, Exe устанавливался только на Fairey Battle для испытаний. Первый полёт состоялся 30 ноября 1938 года. Этот самолёт в дальнейшем использовался в качестве связного, причём двигатель показал себя достаточно надёжным в эксплуатации.

## Спецификация

### Основные характеристики
- Тип: поршневой рядный четырёхтактный X-образный 24-цилиндровый двигатель воздушного охлаждения
- Диаметр цилиндра: 107,3 мм
- Ход поршня: 101,6 мм
- Объем двигателя: 22,1 л
- Сухой вес: 694 кг

### Особенности функционирования
- Клапаны: гильзовое газораспределение
- Компрессор: одноступенчатый односкоростной ПЦН
- Тип топлива: бензин
- Система охлаждения: воздушная, с принудительной циркуляцией

### Производительность
- Выходная мощность: 856 кВт (1150 л.с.) при 4500 об/мин и давлении наддува 0,32 кгс/см2
- Удельная мощность: 38,7 кВт/л (50,04 л.с./л)
- Степень сжатия: 8:1
- Удельная мощность по весу: 1,23 кВт/кг (1,66 л.с./кг)

### Связанные разработки
- Rolls-Royce Pennine

### Схожие двигатели
- Allison V-3420
- Junkers Jumo 222
- Napier Sabre